# Friedrich Anton Gelshorn
Friedrich Anton Wenzeslaus Gelshorn [geboren als Kappen]. (* 8. Mai 1814 in Winterberg; † 3. Juni 1875 in Wiesbaden) war ein katholischer Priester und deutscher Politiker.

## Herkunft und Beruf
Gelshorn wurde als Sohn des Winterberger Wanderhändlers Anton Kappen (Klagges) und seiner Frau Maria geboren. Nach der Schule studierte er Theologie in Münster, Osnabrück und Paderborn und erhielt 1838 dort auch die Priesterweihe. Ab 1839 war er Pfarrverweser in Alt-Astenberg (bei Winterberg), ab 1840 Vikar in Winterberg und ab 1842 Kaplan in Arnsberg, ehe er 1849 zunächst als Pfarrverweser nach Amelunxen kam und dort später regulärer Pastor wurde. Ab 1854 war er Propst in Meppen, ehe er 1861 emeritiert wurde.

## Politisches
Während der Revolution von 1848 war Gelshorn Mitbegründer des Westfälischen Kirchenblatts für Katholiken und Leiter des Westfälischen Volksblattes. Gleichzeitig war er 1848 Mitglied der Preußischen Nationalversammlung für den Wahlkreis Arnsberg und wird dort den Konservativen zugerechnet. Im Jahr 1850 war er Mitglied des Volkshauses des Erfurter Unionsparlament für den Wahlkreis Höxter-Paderborn-Warburg.